# Eddy Stibbe

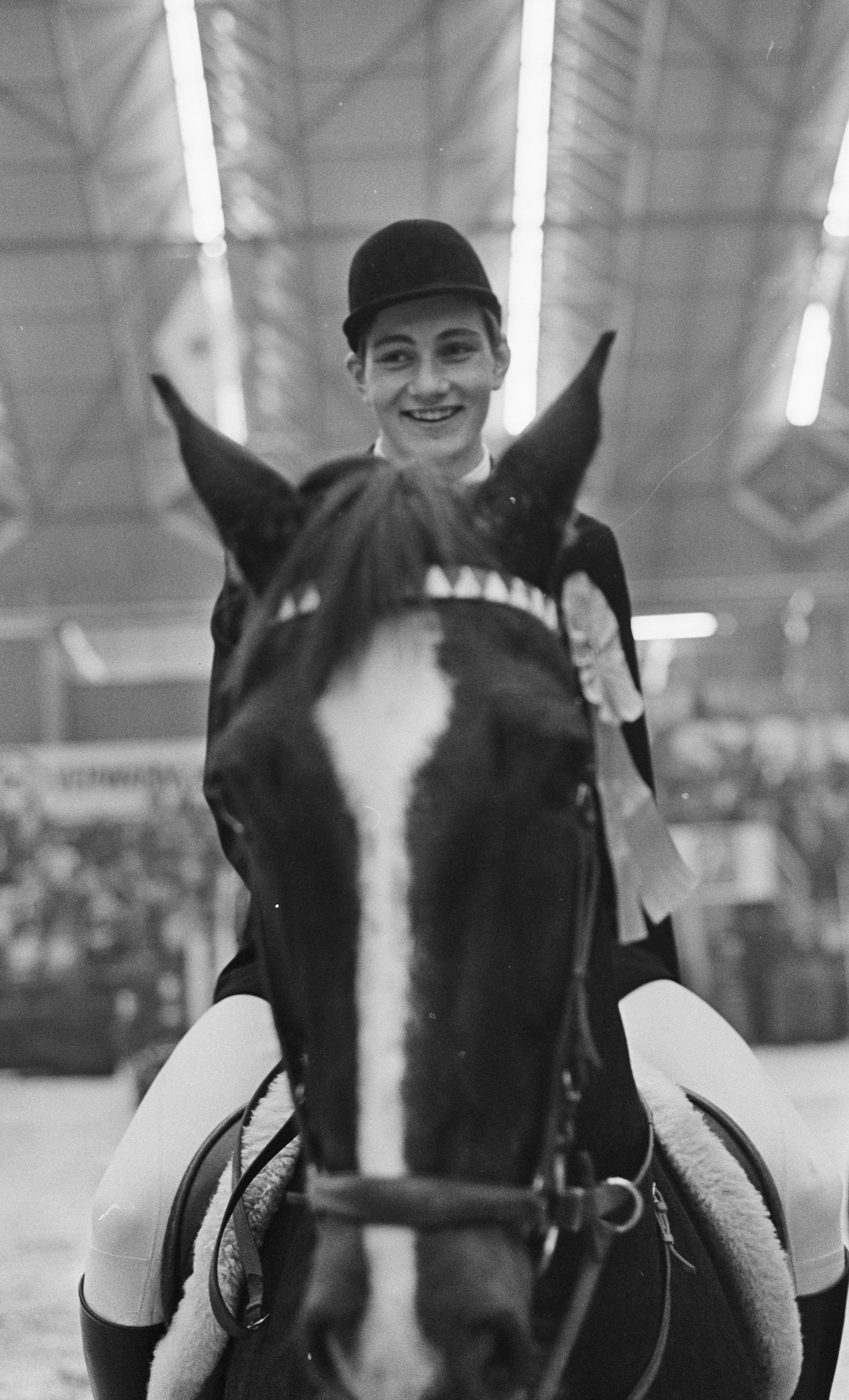
Eddy Stibbe auf Autumn Breeze, 1966

Eddy Stibbe (* 1. November 1948) ist ein niederländischer Reiter. Er war einer der führenden Vielseitigkeitsreiter der Niederlande. Seit 1999 startet er bei internationalen Wettkämpfen für die Niederländischen Antillen.
Stibbe wurde in eine Familie von Reitern geboren. Seine Mutter Ans bestritt einige internationale Damenreitkonkurrenzen, sein Vater Daddy war Springreiter und Vorsitzender des niederländischen Reitsport-Verbandes (NBVR).
Eddy Stibbe saß selbst im Alter von drei Jahren erstmals auf einem Pferd, zeigte aber wenig Interesse und spielte zunächst lieber Hockey, Fußball und wurde im Wasserskifahren Juniorenmeister der Provinz Noord-Brabant.
1964 und 1965 wurde Stibbe niederländischer Juniorenmeister im Springreiten. 1971 bestritt er seinen ersten Wettbewerb im Militaryreiten.
Seine größten Erfolge feierte Stibbe bei den Military-Europameisterschaften. 1989 gewann er mit der niederländischen Militaryequipe in Burghley die Silbermedaille. Die beste Platzierung in der Einzelkonkurrenz erreichte er 1993 in Achselschwang, als er mit seinem Pferd Bahlua hinter dem Franzosen Jean-Louis Bigot und der Britin Kristina Gifford die Bronzemedaille gewann.
Stibbe nahm seit 1972 insgesamt fünf Mal an Olympischen Spielen teil. Bei den Olympischen Spielen 2000 in Sydney erreichte Stibbe den 13. Platz in der Einzelkonkurrenz. Die Olympischen Spiele 2004 in Athen verliefen für ihn weniger erfolgreich. Nach der Dressur lag er noch auf Rang 38, fiel aber im Geländeritt auf Rang 58 zurück. Mit nur einem Abwurf im Springen verbesserte sich Stibbe noch auf Rang 53.
Streitigkeiten mit dem niederländischen Reitsport-Verband führten immer wieder dazu, dass Stibbe bei Wettkämpfen für andere Nationen antrat. 1974 ritt er ein Jahr lang für Irland, nachdem ihm der niederländische Verband den Start bei der Veranstaltung im irischen Punchestown verweigerte.
Als ihn der niederländische Verband 1998 nicht bei der Military-Weltmeisterschaft meldete, wechselte Stibbe 1999 zum Verband der Niederländischen Antillen.
Stibbe lebt seit 1994 in Waresly (Cambridgeshire) und ist mit der britischen Reiterin Mandy Jeakins verheiratet. Bis April 2004 war er für vier Jahre Mitglied der Vielseitigkeits-Kommission des Internationalen Reitsport-Verbandes (FEI). 2000 verlieh ihm das Internationale Olympische Komitee den Olympischen Orden.